# Municipio de Arlington (Minnesota)
El municipio de Arlington (en inglés: Arlington Township) es un municipio ubicado en el condado de Sibley en el estado estadounidense de Minnesota. En el año 2010 tenía una población de 543 habitantes y una densidad poblacional de 6,07 personas por km².

## Geografía
El municipio de Arlington se encuentra ubicado en las coordenadas 44°35′9″N 94°4′18″O / 44.58583, -94.07167. Según la Oficina del Censo de los Estados Unidos, el municipio tiene una superficie total de 89.41 km², de la cual 89,41 km² corresponden a tierra firme y (0 %) 0 km² es agua.

## Demografía
Según el censo de 2010, había 543 personas residiendo en el municipio de Arlington. La densidad de población era de 6,07 hab./km². De los 543 habitantes, el municipio de Arlington estaba compuesto por el 97,61 % blancos, el 0,55 % eran afroamericanos, el 0,18 % eran asiáticos, el 0,74 % eran de otras razas y el 0,92 % eran de una mezcla de razas. Del total de la población el 1,66 % eran hispanos o latinos de cualquier raza.